# 菊水車站
菊水車站（日语：／ Kikusui eki */?）是位於日本北海道札幌市白石區菊水2条2丁目，隸屬於札幌市交通局的地下鐵車站。本站是札幌市營地下鐵東西線的沿線車站，車站編號T11。

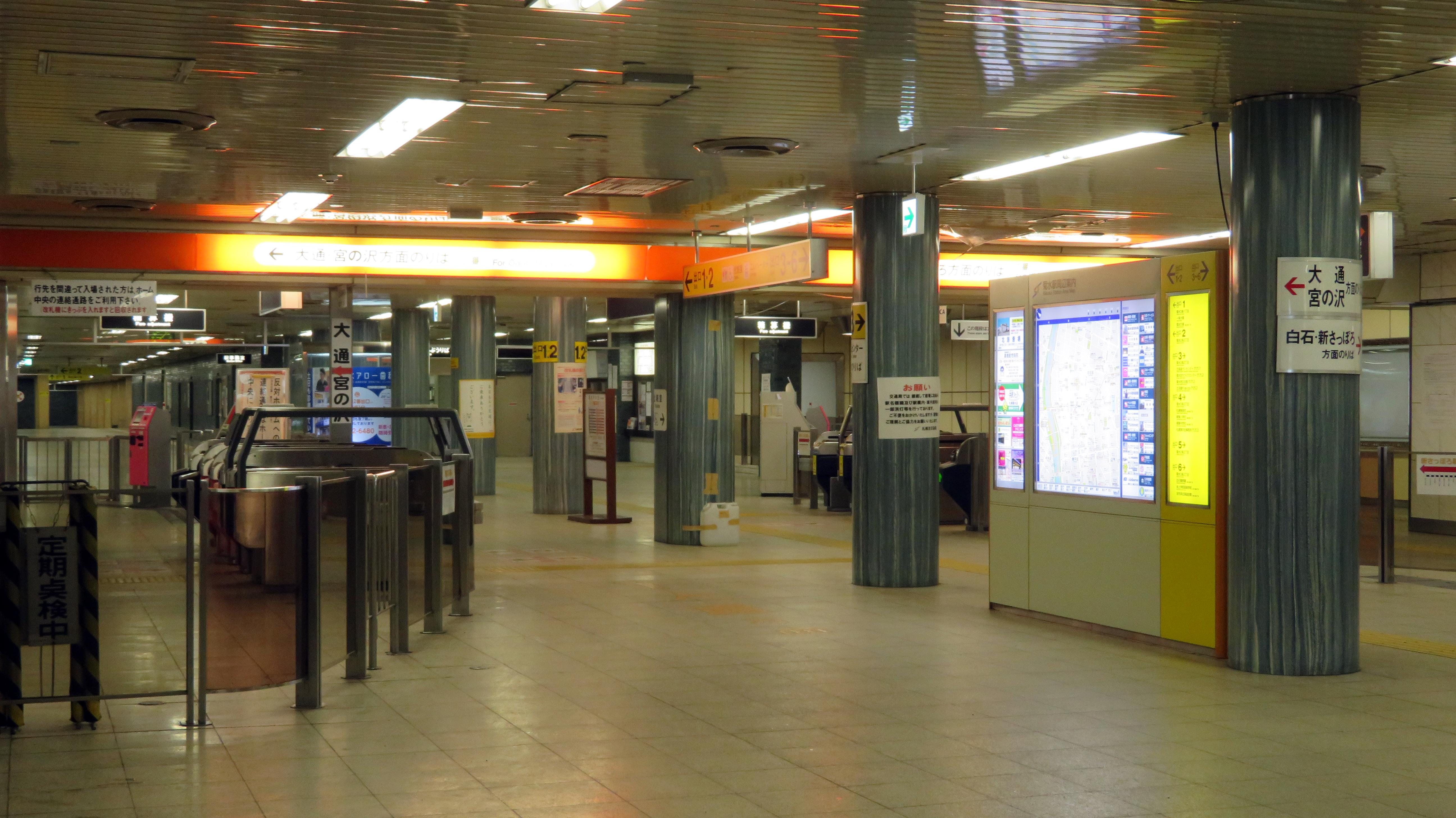
驗票口(2017年2月)

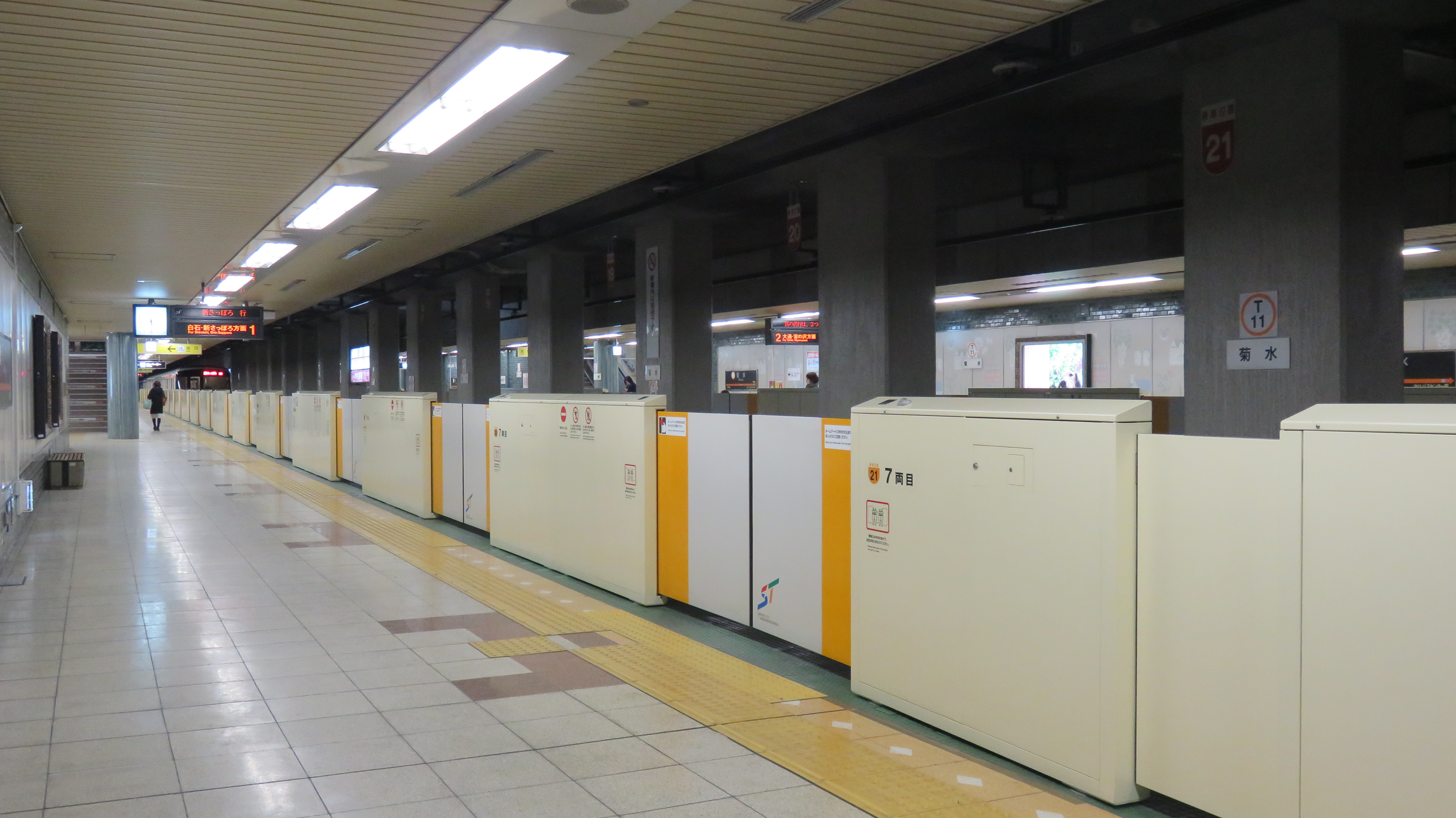
月台(2016年1月)

## 構造
站內設有2面2線的對向式月台。

### 月台配置
| 月台 | 路線   | 目的地           |
| ---- | ------ | ---------------- |
| 1    | 東西線 | 白石、新札幌方向 |
| 2    | 東西線 | 大通、宮之澤方向 |

## 相鄰車站
札幌市營地下鐵
 東西線
巴士中心前（T10）－菊水（T11）－東札幌（T12）